# Химн на Лаос
„Пенг Хат Лао“ (в превод: „Химн на Лаоския народ“) е националният химн на Лаоската народнодемократична република.
Д-р Тонди Сундонвивичит композира музиката и написва текстовете през 1941 г. Текстът е приет като национален химн на Кралство Лаос през 1945 г.
Първоначалните текстове са преработени, след като Пато Лао побеждава в Лаоската гражданска война и се създава Лаоската народно-демократична република през 1975 г., с новите текстове, написани от Сисана Сисане.

## Текст

### Оригинален текст
ຊາດ ລາວ ຕັ້ງ ແຕ່ ໃດ ມາ
ລາວ ທຸກ ທົ່ວ ຫນ້າ ເຊີດ ຊູ ສຸດ ໃຈ
ຮ່ວມ ແຮງ ຮ່ວມ ຈິດ ຮ່ວມ ໃຈ
ສາ ມັກ ຄີ ກັນ ເປັນ ກໍາ ລັງ ດຽວ
ເດັດ ດ່ຽວ ພ້ອມ ກັນ ກ້າວ ຫນ້າ
ບູ ຊາ ຊູ ກຽດ ຂອງ ລາວ
ສົ່ງ ເສີມ ໃຊ້ ສິດ ເປັນ ເຈົ້າ
ລາວ ທຸກ ຊົນ ເຜົ່າ ສະ ເຫນີ ພາບ ກັນ
ບໍ່ ໃຫ້ ພວກ ຈັກ ກະ ພັດ
ແລະ ພວກ ຂາຍ ຊາດ ເຂົ້າ ມາ ລົບ ກວນ
ລາວ ທັງ ມວນ ຊູ ເອ ກະ ລາດ
ອິດ ສະ ຫລະ ພາບ ຂອງ ຊາດ ລາວ ໄວ້
ຕັດ ສິນ ໃຈ ສູ້ ຊີງ ເອົາ ໄຊ
ພາ ຊາດ ລາວ ໄປ ສູ່ ຄວາມ ວັດ ທະ ນາ

### Превод на български
За всички времена народите на Лаос
са прославили своето Отечество,
обединени в сърце,
Дух и сила като едно.
Решително се придвижва напред,
уважавайки и увеличавайки достойнството на народа на Лаос
и прогласявайки правото да бъдеш собствени господари.
Хората от Лаос от всякакъв произход са еднакви
и вече няма да позволят империалисти
И предателите да ги навредят.
Целият народ ще запази независимостта
и свободата на народа на Лаос.
Те са решени да се борят за победа,
за да водят нацията към просперитет.